# 过氧化叔丁醇
过氧化叔丁醇也称叔丁基过氧化氢，是由叔丁醇衍生出的有机过氧化物。

## 性质
在75°C以下稳定，95-100°C时发生分解，在250°C以上则爆炸。液体，与乙醚、乙醇混溶。

## 制备
可由多種方式製備合成：
- 過氧化氫和2-甲基丙烯或叔丁醇在硫酸環境中反應生成
- 異丁烷在氧氣存在下行自氧化反應

## 用途
用作乙烯聚合反应的引发剂。

## 危险性
过氧化叔丁醇是一种极度危险的物质，同时有极高的反应性、可燃性和毒性。它对皮肤和粘膜具有腐蚀性，吸入时会引起呼吸窘迫。
在某些资料中，过氧化叔丁醇的NFPA 704的评分为健康危害等级 4、可燃性等级 4 和反应活性等级 4 ，且为氧化剂；另一些资料则给出像 3-2-2 或1-4-4 的较低评分。